# Cybaeus intermedius
Espèce
Cybaeus intermedius est une espèce d'araignées aranéomorphes de la famille des Cybaeidae.

## Distribution
Cette espèce se rencontre en France dans les Alpes-Maritimes, en Italie au Piémont, en Vallée d'Aoste et en Lombardie et en Suisse,.

## Description
Les mâles mesurent de 5,5 à 6,5 mm et les femelles de 5,5 à 6,5 mm.

## Publication originale
- Maurer, 1992 : Zur Gattung Cybaeus im Alpenraum (Araneae: Agelenidae, Cybaeinae). Beschreibung von C. montanus n. sp. und C. intermedius n. sp. Revue Suisse de Zoologie, vol. 99, p. 147-162 (texte intégral).